# Straight Outta Compton (singel)
Straight Outta Compton – pierwszy singel amerykańskiego zespołu hip-hopowego N.W.A, który promował album o tym samym tytule. Został wydany w 1988 roku. Producentem utworu wówczas byli DJ Yella i Dr. Dre. Do singla powstał klip. Reżyserem był Rupert Wainwright.